# Gustav Mann
Pour les articles homonymes, voir Mann.
Gustav Mann, né à Hanovre le 20 janvier 1836, décédé le 22 juin 1916, est un botaniste prussien qui dirigea plusieurs expéditions en Afrique de l'Ouest et fut aussi jardinier des Jardins botaniques royaux de Kew.

## Biographie
Il fut choisi par William Jackson Hooker, directeur des Jardins botaniques royaux de Kew pour participer à l'expédition de William Balfour Baikie en Afrique occidentale d'où il envoya de nombreux échantillons à Kew. Il prit la direction d'une expédition le long du fleuve Niger, en remplacement de Charles Barter tombé malade.
Plus tard, il parvint avec d'autres à Fernando Po, une île de Guinée équatoriale, et à partir de là débarqua au Cameroun. En 1861, il fut avec le capitaine Richard Francis Burton le premier Européen à réussir l'ascension du mont Cameroun, le point culminant de l'Afrique de l'Ouest (4 095 m). C'est en parcourant les chaînes montagneuses du Cameroun qu'il fit la découverte de Prunus africana – parfois appelé « Prunier d'Afrique » –, un arbre dont l'écorce constitue un traitement efficace dans l'hypertrophie bénigne de la prostate.
Il voyagea également en Inde d'où il ramena des spécimens de la région de Darjeeling.
Il prit sa retraite à Munich, en 1891.
Gustav Mann a laissé son nom au genre Manniella d'orchidées africaines. Plusieurs espèces lui doivent leur épithète spécifique, telles que Adenocarpus mannii, Agrostis mannii, Begonia mannii, Bidens mannii, Brachystephanus mannii, Camptostylus mannii, Campylospermum mannii, Cucumeropsis mannii, Garcinia mannii, Habenaria mannii, Helichrysum mannii, Magnolia mannii, Rauvolfia mannii ou Schefflera mannii.

## Publications
- 1864 : avec Hermann Wendland (1825-1903) et Sir Joseph Dalton Hooker (1817-1911), On the palms of western tropical Africa. R. Taylor, 1864, Londres.
- 1898 : List of Assam ferns. C. Wolf & Sohn, Munich